# Pensée juive
 (novembre 2010).

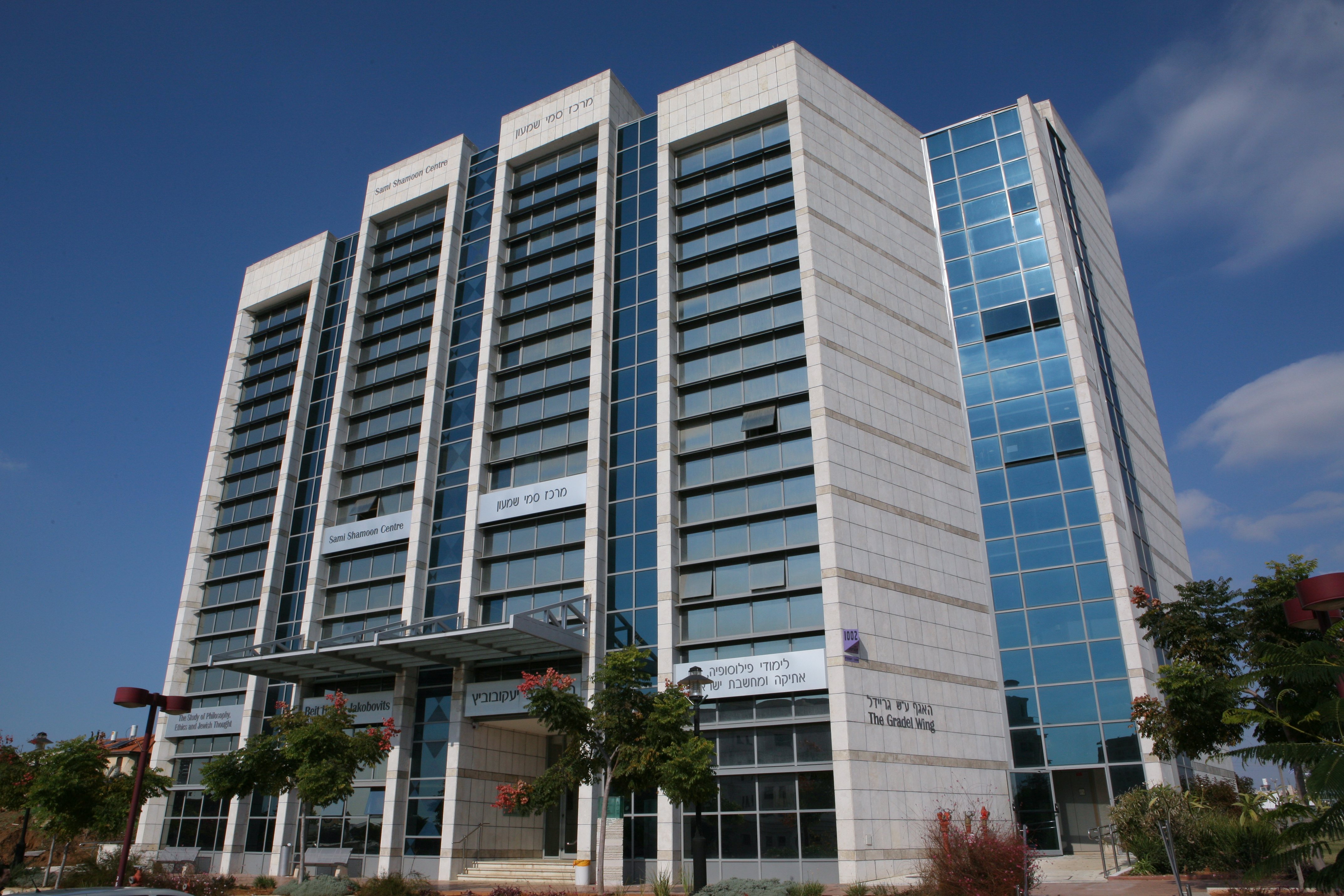
Université Bar Ilan, Ramat Gan, Israël - Centre pour l'étude de la philosophie, de l'éthique et de la pensée juive

Le judaïsme a valorisé la réflexion dès ses débuts et mis l'étude au centre du judaïsme, la posant même parfois comme valeur suprême, la mettant à l'égal des autres obligations et commandements. Le Rabbin est d'abord et avant tout celui qui connaît la loi pour l'avoir étudiée de façon approfondie, c'est un maître d'après la racine hébraïque du mot. Son autorité lui vient de son érudition et de sa sagesse. La tentation est grande de vouloir assimiler pensée juive et philosophie juive. Il s'agit de deux domaines différents, ou pour être plus précis, qui se recoupent mais ne se recouvrent pas. La pensée juive déborde la philosophie juive, par les sujets abordés d'une part, mais surtout par la méthode adoptée. Il existe une pensée juive dont les spécificités ne sont pas nécessairement évidentes au premier abord.
La pensée juive a subi de nombreuses évolutions depuis la naissance du judaïsme il y a 2000 ans, comme toute pensée vivante. La pensée juive n'est pas exclusivement celle de la bible hébraïque. La bible est partagée avec les religions chrétiennes et islamiques, la lecture du texte et son utilisation est propre à chacune d'elles. À ce titre, le judaïsme se définit par sa lecture du texte, la manière de l'aborder et de le penser, de l'appliquer et de le traduire dans le quotidien. Il est possible de dégager des fils directeurs, sortes d'invariants de la pensée juive qui ont structuré la culture vivante des différentes générations dans les différents domaines de la vie juive.
Au-delà de ces invariants et derrière une apparente unité, une myriade de courants, pensées et écoles se multiplient tout au long de l'histoire, reprenant et réutilisant des concepts et formes empruntées aux cultures au sein desquels les juifs ont habité. Il devient ainsi possible de différencier la pensée séfarade (des juifs ayant vécu historiquement en milieu majoritairement musulman) d'un judaïsme ashkénaze (des juifs ayant vécu historiquement en milieu majoritairement chrétien), et au sein de ces deux grandes tendances, il faudrait différencier les juifs de milieu catholique, des milieux protestants, etc. Les interactions sont multiples et telles qu'il est parfois difficile de discerner l'original de la copie. Il semble que l'aristotélisme médiéval soit parti du monde musulman, et ses commentaires d'Aristote, pour être ensuite repris par les juifs séfarades qui connaissaient l'arabe, pour être repris ensuite dans le monde chrétien. En revanche, il semble que le hassidisme rhénan du XIIIe siècle trouve sa source dans le piétisme allemand médiéval. Enfin, il est avéré que la Postille de Nicolas de la Lyre s'est nourrie du commentaire de Rachi. Ces métissages croisés rendent bien souvent l'analyse complexe, et obligent à la prudence. Il s'agit ici de dégager les constantes de la pensée juive et d'en expliciter la spécificité.

## Les constantes de la pensée juive

### La prééminence de la responsabilité sur la croyance
Il ne s’agit pas de la foi au sens chrétien du terme, liée à la grâce divine, telle qu’elle est exprimée par Paul :

« Si tu confesses de ta bouche le Seigneur Jésus, et si tu crois dans ton cœur que Dieu l’a ressuscité des morts, tu seras sauvé. Car c’est en croyant du cœur qu’on parvient à la justice, et c’est en confessant de la bouche qu’on parvient au salut. »

La foi juive relève davantage du registre contractuel, que du domaine de la véracité attribuée à une représentation ou un récit. Dieu a passé un contrat avec le peuple juif au Sinaï, chacune des parties a des obligations et un intérêt à la bonne fin dudit contrat. Le peuple juif en attend son accomplissement et son bonheur, Dieu compte sur le juif pour l’aider à achever la création. Ainsi la question de la croyance juive n'est pas fondamentale.
Le rite synagogal comprend les 13 articles de foi de Maïmonide qui affirment un certain nombre de croyances comme la non corporalité de Dieu, la résurrection des morts ou la venue du Messie. Ces 13 articles de foi furent l'objet de violentes polémiques au sein du monde juif, d'abord quant à leur nombre, mais aussi quant à la possibilité même de les énoncer. Cette contestation ne fut pas le fait de figures mineures du judaïsme puisque Nahmanide ou Hadaï Crescas firent partie des principaux opposants à la notion même d'énoncer des articles de foi juive. Il s'agissait pour ces rabbins de définir le judaïsme comme un système de commandements et lois et non pas comme un système intellectuel, de croyances. Malgré tout, la pression populaire sur les rabbins fut telle que les 13 articles de Maïmonide furent inclus et lus jusqu'à aujourd'hui à la fin des offices. La question de la croyance a pris de fait une place au cours de l'histoire, mais de nombreux juifs refusent de se définir par rapport à telle ou telle croyance pour se focaliser sur le rattachement à un système légal (la Halakha), une culture et une littérature, fondée elle-même sur une lecture ouverte de la Bible et des textes rabbiniques.
S'il est une profession de foi typiquement juive, il s'agit de l'obligation d'énoncer quotidiennement la prière connue sous le nom du Chema Israël, ou "Écoute Israël" en français. Or cette profession de foi ne fait pas une seule fois référence à une croyance, si ce n'est à l'unicité de Dieu, l'engagement à le considérer comme maître. Le reste du texte affirme la responsabilité de chaque juif et juive à aimer Dieu et à inscrire sa parole dans le quotidien : les répéter plusieurs fois par jour, chez soi, en chemin, les apprendre à ses enfants, etc. Le juif est d'abord est avant tout responsable de garder la parole divine et la transmettre à ses enfants. Peu importe qu'il croit ou pas en la venue d'un Roi descendant du Roi David qui réunira effectivement tous les juifs en terre d'Israël pour être juif. La croyance permet de définir l'appartenance à tel ou tel courant du judaïsme, mais pas de définir qui est juif et qui ne l'est pas.
Les exemples de la prééminence de la responsabilité sont nombreux dans le texte biblique et du pentateuque.

« 10:12 Maintenant, Israël, que demande de toi l'Éternel, ton Dieu, si ce n'est que tu craignes l'Éternel, ton Dieu, afin de marcher dans toutes ses voies, d'aimer et de servir l'Éternel, ton Dieu, de tout ton cœur et de toute ton âme ;
10:13 si ce n'est que tu observes les commandements de l'Éternel et ses lois que je te prescris aujourd'hui, afin que tu sois heureux ? »

Ainsi, il est de la responsabilité juive de respecter les injonctions divines, remplir sa part du contrat pour que Dieu remplisse la sienne.
L'un des aspects les plus paradoxaux de la place de la responsabilité tient à la conviction juive de la responsabilité entre les générations d'une part, mais également entre les membres de la communauté d'Israël à un moment donné de l'histoire. Cette double dimension de la responsabilité collective : synchronique et diachronique, se trouve dans le Talmud et la littérature rabbinique ultérieure.

#### Responsabilité intergénérationnelle
La Bible est contradictoire sur ce point, puisque l’idée d’une répercussion des actions des générations antérieures sur la vie des enfants se trouve dans Ex. 34,7 « Il sanctionne la faute des pères sur les enfants. » et d’un autre côté, Deut. 24,16 dit : « les enfants ne mourront pas à cause des pères. » Ce point a suscité de nombreux commentaires visant à réconcilier les versets, de source directement divine d’après la tradition juive. Les rabbins du Talmud avancèrent des explications sans conclure réellement, preuve de l’embarras que cette opposition des versets a toujours suscité et de l’impossibilité de fait de résoudre de façon totalement satisfaisante une telle question. Néanmoins, la question devint vite, dans quelle mesure et jusqu'à quelle génération les actes des ancêtres a-t-il des répercussions sur les générations ultérieures ? et cela, tant en ce qui concerne les fautes que les mérites.

« Il y eut en fait des Amoraïm qui tentèrent de répondre à la question : « jusqu’à quand le mérite des pères opéra-t-il ? ». Certains attribuent à Rabbi Hiyya l’opinion que le bénéfice du mérite ancestral cessa sous le règne de Yoahaz ; Samuel dit qu’il continua jusqu’à l’époque d’Osée. Rabbi Yehoshoua ben Lévi dit « jusqu’aux jours d’Elie », et Rabbi Yehoudah dit « jusqu’à l’époque d’Hézéquias ». C’est le point de vue de Rav Aha qui fut accepté, à savoir que « le mérite des pères perdure à jamais, car « YHVH ton Dieu est un Dieu miséricordieux… et Il n’oubliera pas l’Alliance de tes pères. »

— (Dt 4 :31)
Cette conception est radicale et extrême, mais est exprimée dans le Talmud. Plus souvent, les opinions sont plus modérées, considérant qu'il y a des conséquences, mais certainement pas à l'infini.

#### Responsabilité intra-communautaire
Pour la tradition juive, il existe une responsabilité collective. La faute de certains entraîne le malheur de tous. Cette vision n’est pas contradictoire avec celle de l’autonomie ou de la responsabilité individuelle. Elle ne fait que la compléter et se surajoute. Cette notion de responsabilité collective pose de nombreux problèmes moraux et logiques, il n’empêche, elle est présente et développée dans le Talmud puis les commentateurs rabbiniques ultérieurs. Sur ce sujet, comme pour le précédent, les rabbins du Talmud n’ont eu de cesse de tenter de justifier ces conceptions extensives de la responsabilité.
Le groupe social possède une identité et une responsabilité propre indépendante, quoique fortement liée, à celles de chacun de ses membres. L’expression Klal Yisrael a pour fonction de nommer l’ensemble des juifs au niveau symbolique et en fait une entité propre, collectif des individus, doté d’une personnalité propre.
Ainsi que le développe Ephraïm Urbach :

« L’élection fut celle d’un peuple entier et l’Alliance fut contractée à la condition que les Israélites seraient garants les uns des autres (Yisra’el Aravin ze la-ze)[…]
Israël est devenu une « nation une » en vertu de l’Alliance, et nul ne peut se réjouir lorsqu’une partie de la collectivité est châtiée ou affligée, contrairement à ce qui se produit parmi les autres peuples. Ces derniers, même s’ils sont membres d’une même foi, n’est sont pas moins divisés en nationalités dressées les unes contre les autres.
Cette responsabilité mutuelle entraîne le châtiment collectif, sans qu’aucune protestation ne soit possible […]car cette responsabilité collective ouvre la possibilité de la réparation et garantit le maintien de la relation particulière d’Israël à son Dieu. […]La garantie mutuelle, qui entraîne le châtiment sur la totalité du peuple porteur de la responsabilité du péché, implique aussi la garantie qu’Israël retournera sur la voie de la rectitude et, du même coup, est une assurance du retour de la nation à son existence éternelle. »

Cette conception se trouve aujourd'hui exprimée dans les conflits entre religieux et laïques. Pour certains rabbins comme Ovadia Yossef, la venue du Roi messie est empêchée par le manque de respect des obligations religieuses de la part de tant de juifs. Dans le même ordre d'esprit, une polémique a opposé certains milieux religieux à la grande majorité des juifs lorsque ces religieux ont affirmé que la Shoah et la destruction du peuple juif durant la deuxième guerre mondiale était un châtiment divin à l'assimilation grandissante des juifs d'Europe de l’Ouest. Ce type d'affirmation, choquante au plus haut point pour la quasi-totalité des survivants et leurs descendants, se fonde d'une certaine manière dans ce principe étendu de responsabilité.

### La foi juive comme confiance
La foi juive (emouna) doit d’abord et avant tout s’entendre dans le sens de confiance dans la justice et l’amour divin.

« Le contraire de la négation de Dieu est la foi. Mais de même que nous constatons que la première n’est pas négation de l’existence de Dieu mais rejet de Sa providence, de même la croyance en Dieu n’est pas seulement reconnaissance de Son existence mais confiance en Lui. »

Avoir foi en Dieu, signifie avoir confiance en Sa parole et en particulier en la possibilité de transformer le monde et le rendre meilleur, qu'il s'agisse de la venue du Roi Messie qui restaurera la royauté de David en terre d'Israël pour les juifs les plus religieux, ou simplement d'améliorer la condition des êtres humains quels qu'ils soient. C'est ainsi que de nombreux juifs américains, dont le Rabbin Abraham Joshua Heschel, se sont engagés aux côtés des Noirs américains dans les années 1960 pour qu'ils obtiennent l'égalité des droits civiques. Dans les deux cas, il y a un optimisme fondamentalement juif que le monde tel qu'il est n'est pas tel qu'il devrait être et qu'il faut avoir confiance dans son amélioration. Cette idée se trouve dans toute la Bible, mais également dans la pensée rabbinique jusqu'aux courants modernes, qu'ils soient Haredi ou laïques.

### L'orthopraxie plutôt que l'orthodoxie
La tradition littéraire juive, qu'il s'agisse du Talmud ou de l'ensemble de la littérature rabbinique, n'a pas mis l'accent sur l'orthodoxie, à l'exception de la notion de monothéisme et d'adhésion à la loi orale, posée comme dérivant du texte biblique (et surtout pentateutique). Les karaïtes, ne reconnaissant pas la loi orale, et entendant s'en tenir strictement à la lettre du pentateuque, firent scission du judaïsme rabbinique. Il s'agissait bien en l'occurrence d'une question d'orthodoxie. La question existe donc bien dans le judaïsme mais sur des points très limités. Ceci est tel qu'il est bien délicat de définir précisément ce qu'est le judaïsme. Les 13 articles de foi de Maïmonide firent l'objet de violentes querelles et polémiques lors de leur énoncé.
Le judaïsme n'a jamais voulu mettre l'accent ni se définir par un contenu intellectuel positif, auquel il faudrait adhérer. La seule profession de foi du judaïsme reste la prière quotidienne "Écoute Israël". En revanche la question de l'orthopraxie, c'est-à-dire de la pratique correcte de la halakha, est déterminante pour le judaïsme, et les débats ont toujours été extrêmement âpres sur ce qu'il convient de faire ou pas dans telle ou telle circonstance. C'est l'adhésion à la loi juive qui fait le judaïsme, même si le contenu de la loi n'est jamais fixé universellement ni définitivement. Il importe d'accomplir les rites, et s'inscrire dans la tradition juive, et rabbinique même si cette loi est contradictoire de la lettre biblique. Ainsi la fameuse "loi du Talion" présente dans la Bible ("vie pour vie, œil pour œil, dent pour dent ! celui qui cause une lésion à un homme on la lui causera") qui prouverait l'inhumanité de la loi juive, n'a jamais été interprétée conformément à la lettre du texte biblique. Les versets ont été analysés par le Talmud comme la nécessité de réparer le dommage en évaluant sa valeur : celle d’un œil ou d’une dent, selon la situation de celui qui l’a subie (un œil pour un borgne n’a pas la même valeur que pour celui qui voit des deux yeux), mais jamais comme l’injonction d’infliger un dommage équivalent au dommage subi en compensation. Ce faisant, les rabbins du Talmud considèrent donner une lecture parfaitement conforme au texte biblique, alors même qu’elle va à l’encontre de son sens immédiat.
La foi n'est l'adhésion à un ou plusieurs dogmes mais le respect de la loi juive, telle que définie par les textes canoniques juifs, au premier rang desquels le talmud, et telle que décidée par la communauté du lieu. Il existe d'innombrables variantes des mêmes rites, et les tentatives des rabbins au fil des siècles, de statuer de manière unique sur la loi ont échoué. Le Mishné Torah de Maïmonide fut une tentative, le Shulkhan Aroukh de Joseph Karo en fut une autre. Ces ouvrages ont permis et permettent encore de statuer sur la loi juive, mais ils sont l'objet eux-mêmes de réinterprétation et d'adaptation telles, qu'ils servent aujourd'hui de référence davantage que de code loi définitif.
L'idée reste malgré tout qu'il n'est pas gênant, bien au contraire, que des avis divergents, voire contradictoires coexistent. En effet, la pensée juive considère que la vérité ultime, celle de Dieu, ne peut qu'être approchée et pas atteinte. Les avis divergents contiennent tous une part de vérité, et approchent, par des voies différentes, la vérité ultime, le divin. La question de l'action juste, droite et bonne est plus importante que la pensée juste, droite et unique. En fin de compte, les actions priment sur les pensées, les doxas ou opinions.

### Une histoire à achever
Pour les juifs le Messie n'est pas encore venu, et par conséquent, les temps messianiques, annoncés par les prophètes sont espérés et situés dans le futur. L'histoire est par conséquent à achever. La création a un début, une fin annoncée dont la date n'est pas connue malgré différentes annonces tout au long de l'histoire juive.
Si l'histoire est à achever, il en est de la responsabilité de Dieu et de l'homme. Dieu et l'être humain sont des partenaires, chacun ayant une part du contrat à réaliser. En particulier, la tradition juive a toujours considéré que l'élection du peuple juif signifiait une très lourde responsabilité vis-à-vis de Dieu dans l'engagement à permettre l'avènement des temps messianiques. Il ne s'agit aucunement d'un privilège et de droits supplémentaires comparativement aux autres nations du monde. Au sein de cette économie, les juifs considèrent qu'ils ont une place particulière, comme étant ceux qui ont accepté le "joug des cieux" pour reprendre l'expression traditionnelle juive qui désigne là, la contrainte de la loi juive et ses obligations.
Cette vision dynamique de l'histoire peut être analysée au moyen des concepts de la systémie du XXe siècle. La création en tant que système vise à un état stable : les temps messianiques. Ce système est composé de plusieurs acteurs, Dieu, les juifs et les nations du monde (i.e. les non juifs). Chaque acteur influe sur le système et contribue à son équilibre ou son déséquilibre, mais aucun n'a les moyens à lui seul de faire advenir les temps messianiques, et d'achever l'histoire.
Ces thèmes furent extrêmement développés dans la mystique juive, la kabbale et en particulier celle de Isaac Louria et sa théorie de la brisure des vases. Selon cet auteur (l'un des plus importants de la tradition kabbalistique), la lumière de la création a été dispersée lors de la désobéissance d'Adam et Ève qui mangèrent du fruit défendu. Cette lumière est éparpillée dans le monde, et le juif a pour tâche de collecter cette lumière, afin de permettre l'achèvement de l'histoire.

### La valeur de la tradition
Dans la pensée juive la tradition a une valeur fondamentale. Le changement doit pouvoir s'inscrire dans une tradition pour être valide.
Ainsi les pharisiens, les premiers rabbins, ont interprété le texte biblique et ont introduit des changements radicaux tout en affirmant la continuité avec la parole divine reçue au Sinaï. La pensée juive pose qu'il y a eu une proximité très proche avec Dieu durant l'histoire biblique, et en particulier pour Moïse. Cette proximité donne sa valeur à la tradition.
Il y a perpétuellement dans la pensée juive un aller retour entre le renouveau, le changement parfois radical, et la référence constantes à l'histoire, les générations précédentes et la continuité.
La pensée juive considère comme fondamental d'adapter aux conditions actuelles tout en restant fidèle au passé, à l'œuvre des générations précédentes. À cet égard, la mémoire est investie d'un rôle clé.

## Lectures conseillées

### Sur la pensée juive
- Armand Abécassis, La Pensée juive, 4 volumes (LGF, coll. Le livre de poche, 1987 à 1996).
  - 1. Du désert au désir
  - 2. De l'état politique à l'éclat prophétique
  - 3. Espaces de l'oubli et mémoires du temps.
  - 4. Messianités : Éclipse politique et éclosions apocalyptiques
- Armand Abécassis, La Lumière dans la pensée juive
- André Chouraqui, La pensée juive (coll. Que sais-je ? no 1181, éd. PUF, mars 1997, 7e édition,  (ISBN 2-13-045080-6))
- André Néher, L'identité juive, Payot 1994,  (ISBN 2228888117)
- Ariane Kalfa, La Force du refus, Philosopher après Auschwitz, L'Harmattan 1995, 2005,

### Œuvres de pensée juive
- Elie Benamozegh, Morale juive et morale chrétienne
- Ephraïm Urbach, Les sages d'Israël, conception et croyances des sages du Talmud, Le Cerf,  (ISBN 2204055050)
- Rabbi Hayim de Volozhin, L'âme de la vie (Nefesh HaHayim), Ed. Verdier,  (ISBN 2864324733)